# Blue (chanson)
Pour les articles homonymes, voir Blue.
Singles de The Verve
Gravity Grave
(1992) Slide Away
(1993)
Pistes de A Storm in Heaven
Make It 'Till Monday Butterfly
Blue est une chanson du groupe de rock psychédélique The Verve et est sortie le 10 mai 1993 en tant que premier single du premier album studio du groupe, A Storm In Heaven, paru en juin 1993. La chanson a reçu comme ses prédécesseurs un très grand succès sur le UK Indie Chart où il est arrivé no 2, mais n'a toujours pas réussi à ouvrir le groupe au grand public, arrivant 69e au UK Singles Chart. Une version différente du single avec une nouvelle vidéo est sortie un an plus tard.

## Composition et Vidéo
La chanson a une approche assez minimaliste, avec de nombreuses boucles sonores au son inversé, et des guitares très distordue, renforçant l’atmosphère psychédélique propre à l'album entier.
La vidéo montre le groupe dans une ruelle sombre de Islington, à Londres. La vidéo américaine a été filmée à Dublin.

## Version Anglaise
- CD single et Vinyle 10"

1. Blue - 3:25
2. Twilight - 3:02
3. Where The Geese Go - 3:12
4. No Come Down - 3:15

- Vinyle 12"

1. Blue - 3:25
2. Twilight - 3:02
3. Where The Geese Go - 3:12

## Version Américaine
Le single a été distribué par le label américain Vernon Yard en 1994. Une nouvelle couverture, une nouvelle vidéo et une nouvelle setlist ont été créés.
1. Blue (Mix USA) - 3:15
2. 6 O'Clock - 4:29
3. Make It 'Till Monday (Acoustique)  - 2:45
4. Virtual World (Acoustique) - 4:47

Toutes les chansons se retrouvent sur la compiltation de faces-B No Come Down en 1994. Les pistes 2, 3 et 4 sont initialement des faces-B du single anglais Slide Away sorti en 1993.